# Baradari (Architektur)

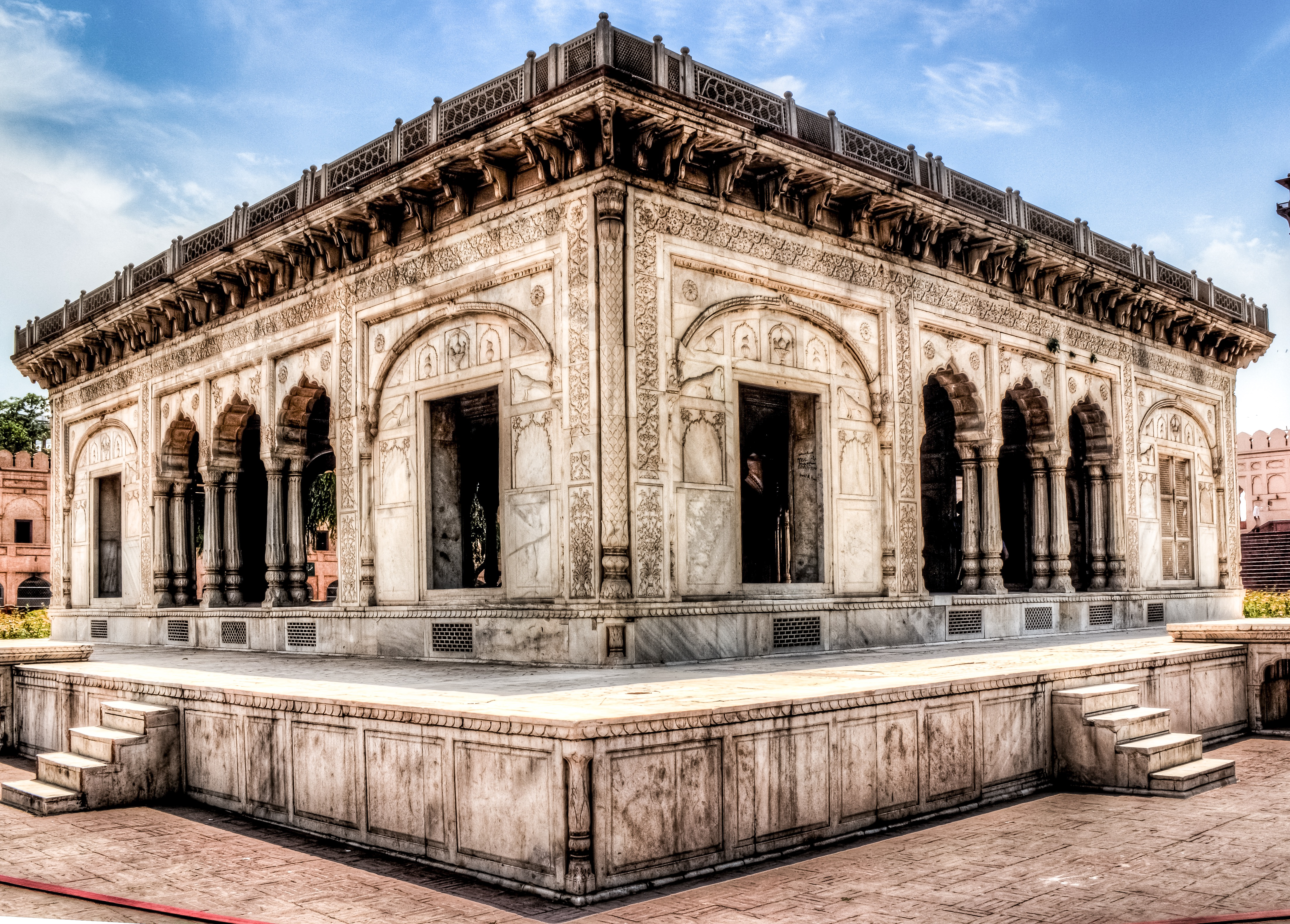
Hazuri Bagh-Baradari, Lahore (um 1820)

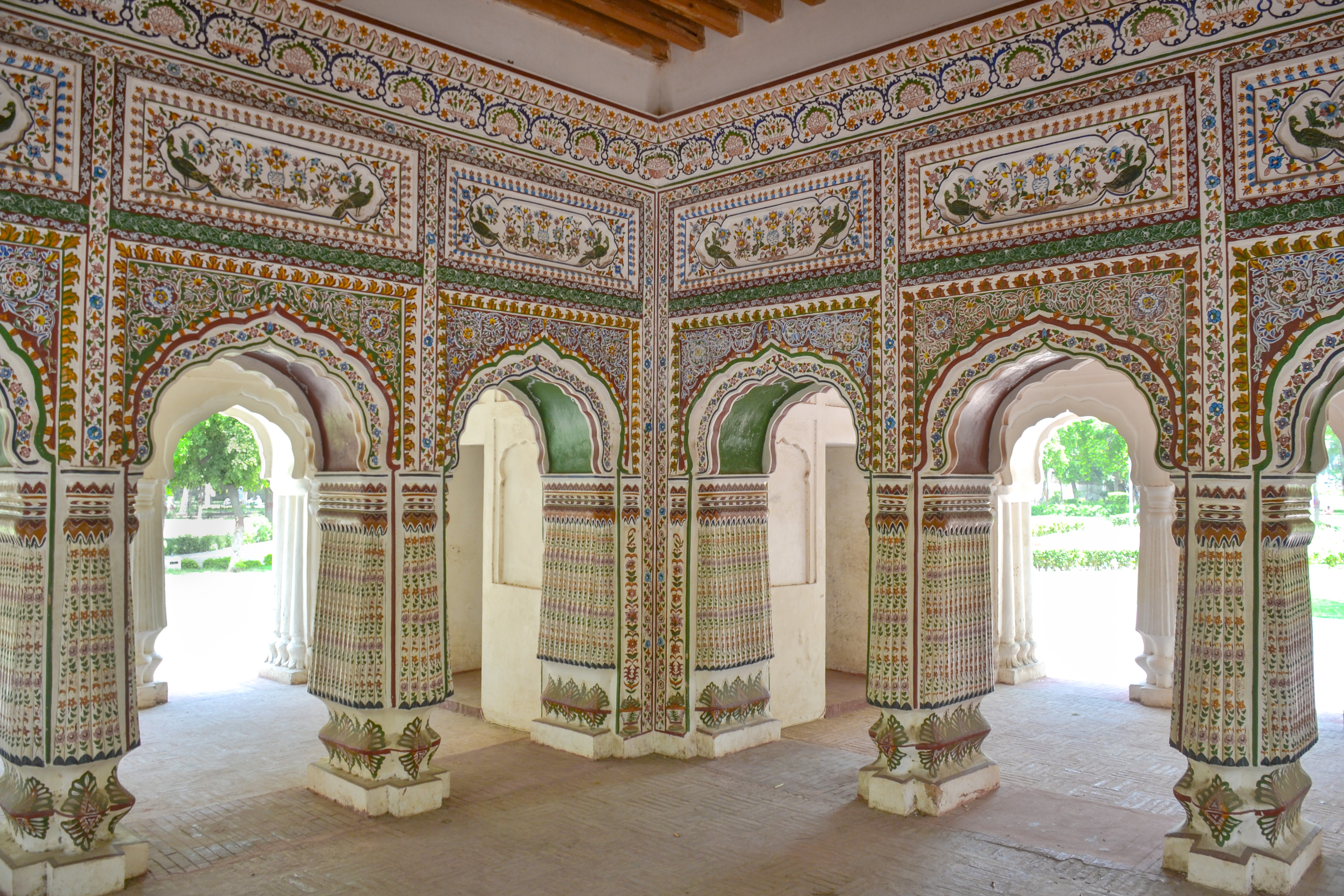
Gujranwala – Baradari, Innenansicht

Als Baradari oder Bara Dari (Urdu بارہ دری) wird im Norden Indiens und im Nordosten des heutigen Pakistan ein ursprünglich eingeschossiger, zwölftüriger (bara = „zwölf“, dar = Tür), nach allen Seiten offener, repräsentativer Empfangs- oder Festpavillon bezeichnet. In manchen Regionen oder bei manchen Bauten überschneiden sich die Begriffe Baradari und Diwan-i-Am bzw. Diwan-i-Khas.

## Geschichte und Funktion
Die ersten Baradaris scheinen ihren Ursprung in der späten Mogulzeit zu haben und waren in die Bauensembles der großen Festungs- und Palastkomplexe (z. B. Rotes Fort, Delhi) integriert. Später wurden sie als isoliert stehende Bauten auch in öffentlichen Gärten errichtet. Sie fungierten als repräsentatives Ambiente für Empfänge und Feste; der überdachte Mittelteil diente oft als Tanzfläche oder für musikalische oder akrobatische Darbietungen. Später ahmten die Rajputenfürsten Indiens (v. a. in Rajasthan) diese Bauten nach. Einige Städte (z. B. Lahore) hatten mehrere Baradaris. Im 19. Jahrhundert wurden auch einige wenige zweigeschossige Baradaris gebaut.

## Bilder

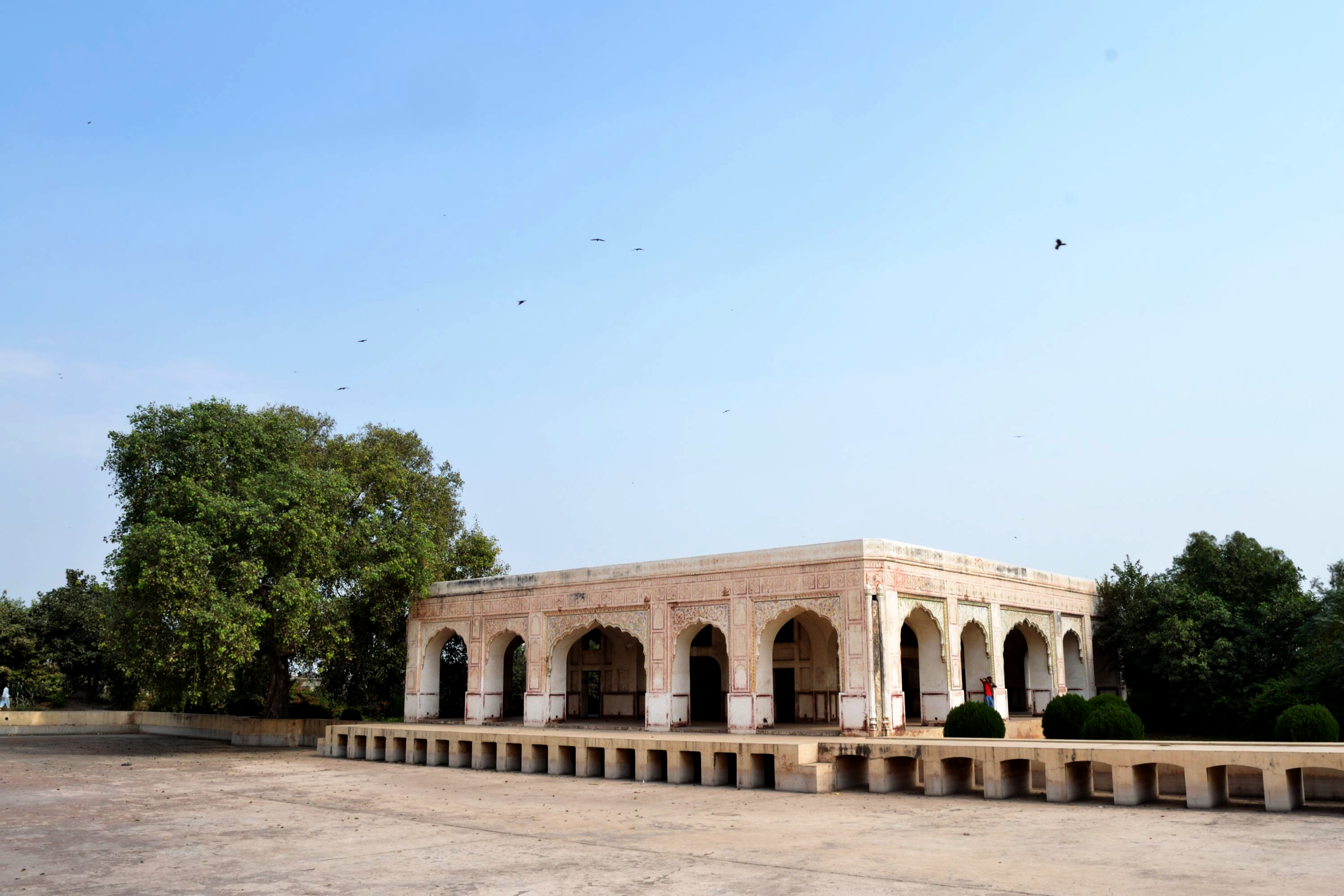
Kamran Mirza-Baradari, Lahore (um 1520?)
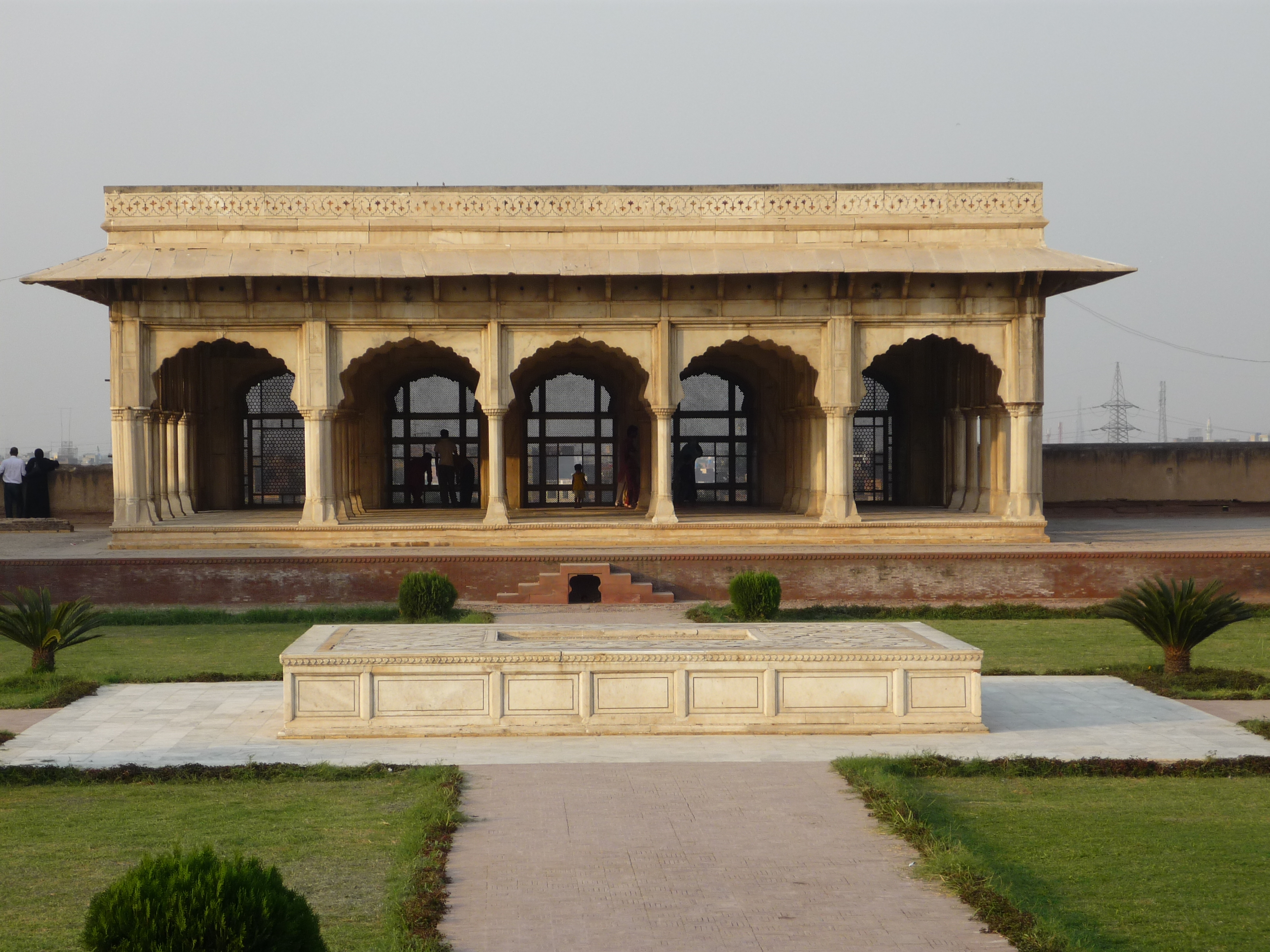
Baradari im Lahore-Fort
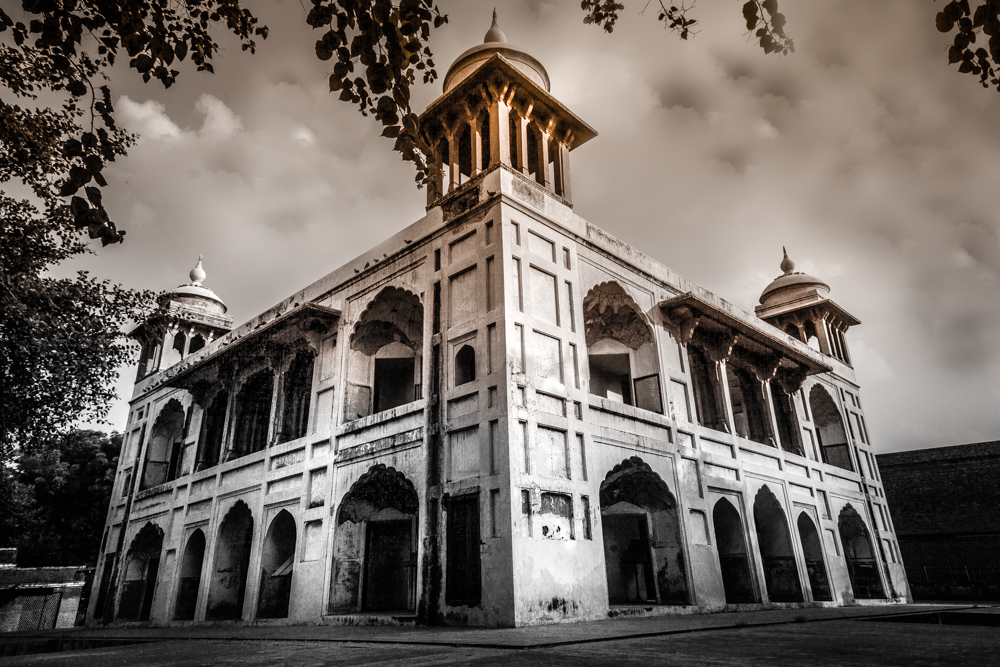
Wazir Khan-Baradari, Lahore
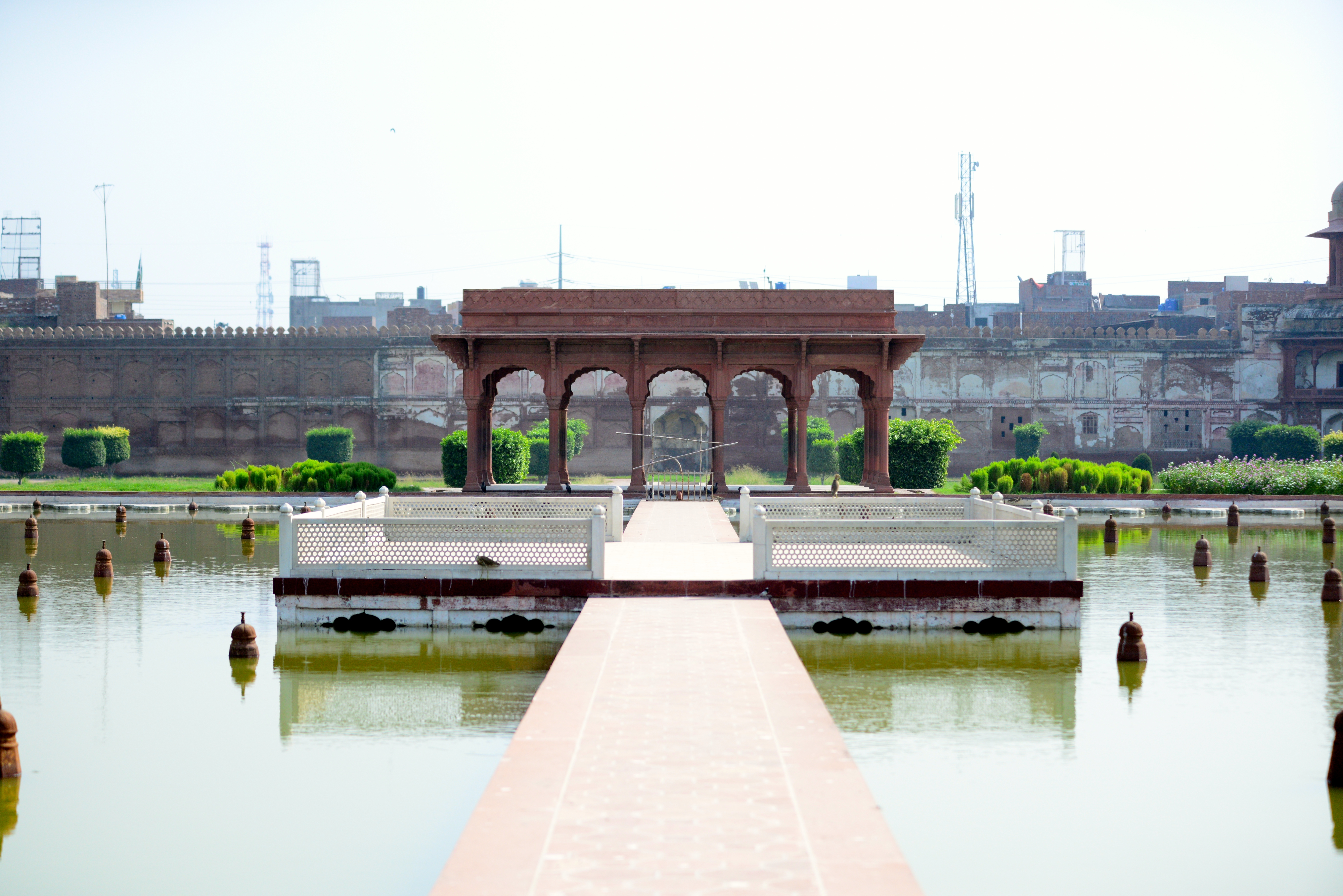
Baradari in den Shalimar-Gärten, Lahore
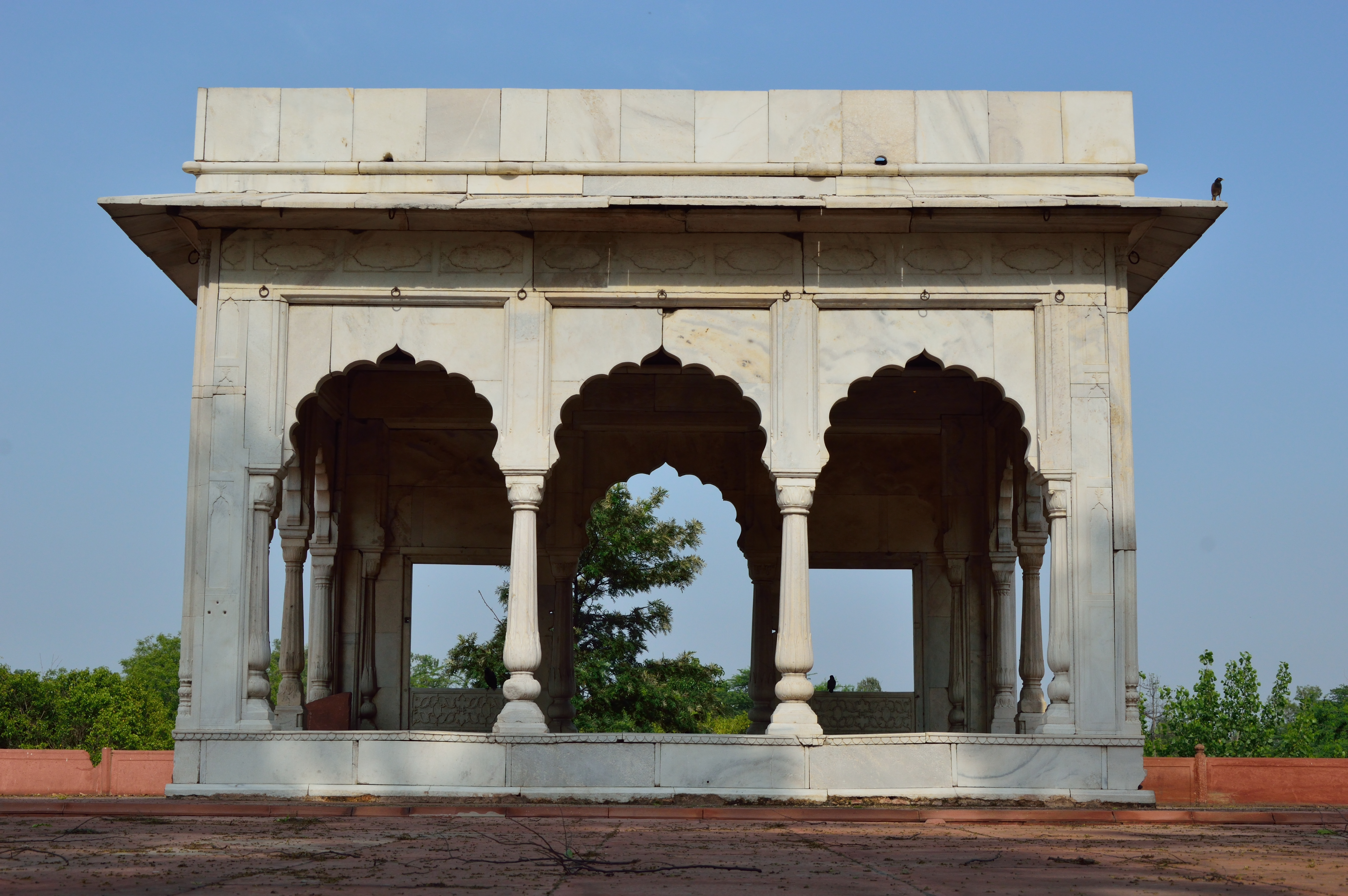
Baradari im Roten Fort von Delhi
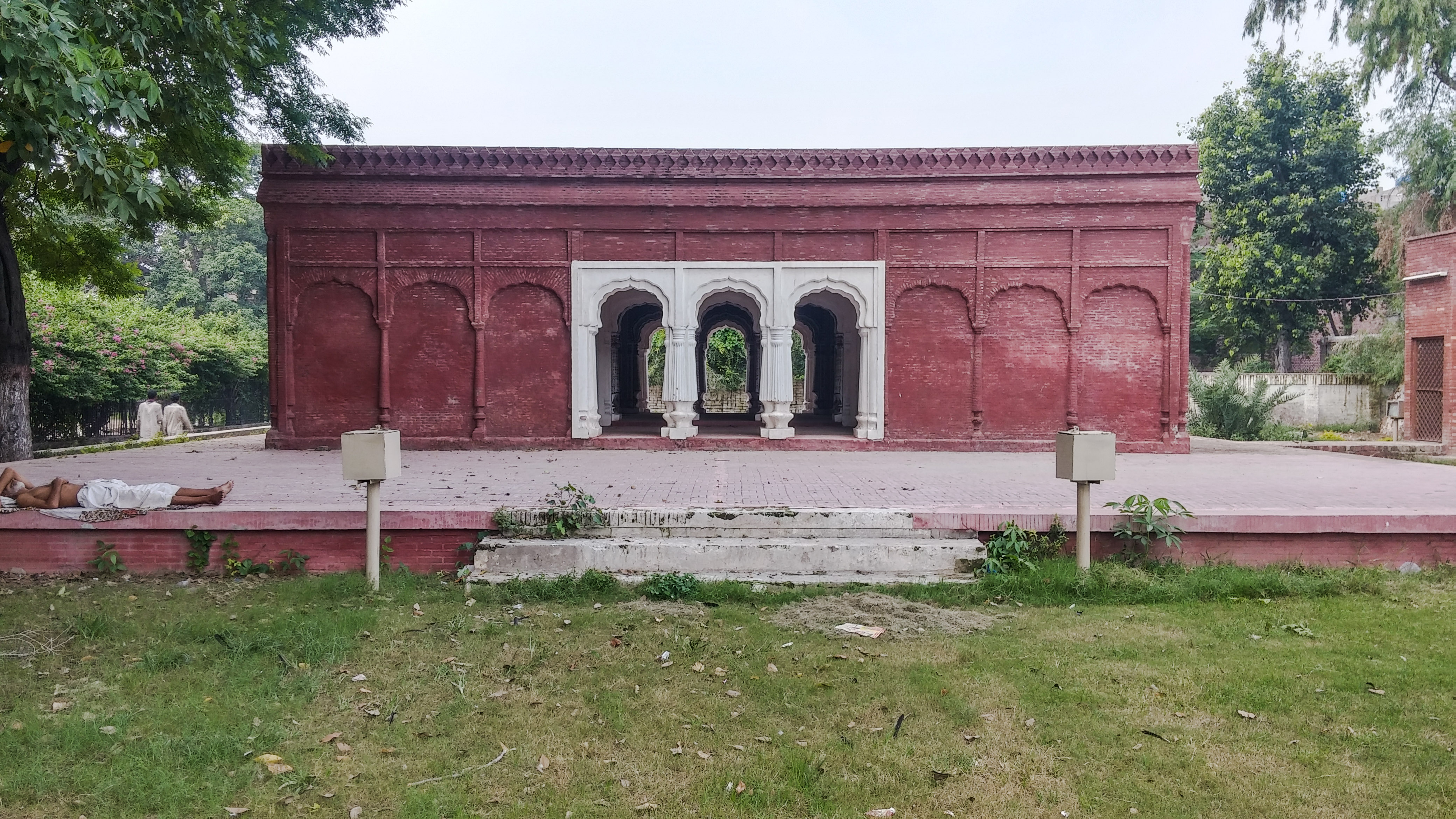
Baradari, Gujranwala (um 1790)